# Войски на Министерството на транспорта
Войските на Министерството на транспорта, съкратено ВМТ, наричани Транспортни войски (или Железопътни войски), са военизирана строителна организация, подчинена на транспортното министерство, съществувала от 1975 до 2001 г. Занимава се главно със строителство на магистрали и железопътни пътища.

## История
С указ № 4 от 14 януари 1888 г. е създадена първата военизирана жп част – Железопътната рота към пионерния полк в Русе. Първият жп офицер в България е бъдещият генерал Петър Лолов.
Самите транспортни войски са създадени с указ № 147 от 27 януари 1975 г. на основата на Бригадата за железопътно и свързочно строителство към Министерството на транспорта, създадена на свой ред през 1965 г. С постановление №3 на Министерския съвет Железопътните войски се преобразуват във Войски на министерството на транспорта. Служителите се набират от наборните военни части и се подчиняват на Закона за всеобщата военна служба в Народна република България. Войските са под управлението на министъра на транспорта, служителите са уволняват от военния министър по предложение на транспортния министър. Полувисшият железопътен институт „Тодор Каблешков“ обучава кадри за нуждите на войските. С указ№ 1116 от 1989/1990 учебна година се открива Средно сержантско железопътно училище към Българските държавни железници. За официален празник на войските на Министерството на транспорта е обявен 14 януари. Към 2000 г. личният състав на войските наброява 8016 души, от които 611 офицери, 625 сержанти, 2268 войници, 140 школници, 4372 работници и служители.
На 31 декември 2001 г. войските са закрити със Закона за преобразуване на Строителните войски, Войските на министерството на транспорта и Войските на Комитета по пощи и далекосъобщения в държавни предприятия. Наследник на войските е Държавното предприятие „Транспортно строителство и възстановяване“.

## Състав
- 1-ва железопътна строителна бригада – София (1966 – 1999), под. (52100) 58320
- 2-ра железопътна строителна бригада – Пловдив (1966 – 2001), под. (52300) 58740
- 3-та железопътна строителна бригада – Горна Оряховица (1975 – 2002), под.58210 (52500)

## Началници
- Генерал-майор (ген.-лейт. от 1972) Иван Митрев (1967 – 1973), началник на Специалния отдел на Министерството на транспорта и съобщенията (по-късно Управление „Железопътни войски“)
- Генерал-майор (ген.-лейт. от 1981) Митьо Кисьов (1975 – февруари 1992)
- Генерал-майор Рангел Рангелов (февруари 1992 – 22 март 1994)
- Генерал-майор Христин Христов (22 март 1994 – 25 юли 1997)
- Генерал-майор Йордан Димитров (25 юли 1997 – 2001)

## Заместник-началници
- Полковник инж. (ген.-майор от 1981) Георги Каракехайов 1975 – 1992, заместник-началник по строителството, той и главен инженер
- Полковник инж. Михаил Карамаринов 1993 – декември 1993, заместник-началник, той и главен инженер
- Генерал-майор Младен Младенов началото на 80-те години
- Полковник (ген.-майор от 1977) Стоян Сейменов (1974 – 1982), началник на политическия отдел
- Генерал-майор Спас Джеджев средата на 80-те години, началник на политическия отдел
- Генерал-майор Григор Жотев (1989 – 1992), заместник-началник по Висшите учебни заведения и специална подготовка
- Генерал-майор Радослав Пешлеевски (1992 – февруари 1993) заместник-началник и началник-щаб на Транспортни войски